# Laura Muntz Lyall
Laura Muntz Lyall (18 juin 1860 – 9 décembre 1930) est une peintre impressionniste canadienne, connue pour son interprétation de la mère et des enfants.

## Biographie
Laura Adeline Muntz naît à Radford Semele, Warwickshire, Angleterre, en 1860. Sa famille émigre au Canada lorsqu'elle est enfant. Elle grandit dans une ferme dans le District de Muskoka en Ontario.

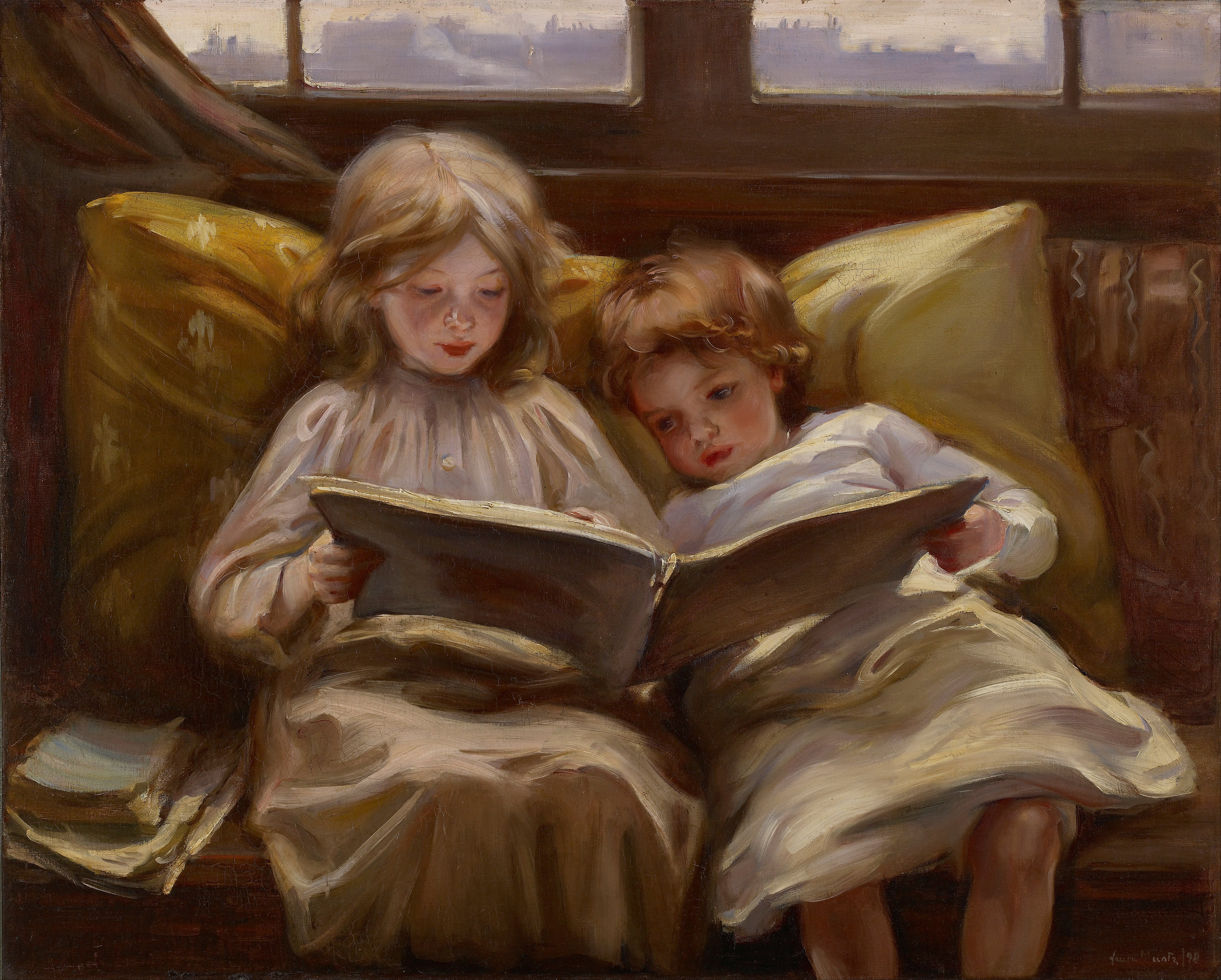
Histoire intéressante par Laura Muntz, 1898.

Laura Muntz Lyall commence à travailler comme institutrice, mais son intérêt pour l'art l'amène à prendre des leçons de technique de peinture de William Charles Forster à Hamilton,. Dès 1882, elle commence à prendre des cours à l'Ontario School of Art, où elle étudie avec Lucius Richard O'Brien, et, plus tard, sous George Agnew Reid. Elle étudie brièvement à la South Kensington School of Art en 1887, puis retourne au Canada pour poursuivre ses études avec George Agnew Reid.
À partir de 1891, elle étudie à Paris pendant 7 ans. Elle entreprend des excursions pour étudier les œuvres de Michel-Ange et d'autres grands artistes. Elle est influencée par le style impressionniste. Elle étudie à l'Académie Colarossi, où son travail est exposé. Certaines de ses œuvres sont reproduites dans des revues françaises.
Lors son retour au Canada en 1898, elle ouvre un studio à Toronto et commence à enseigner. Elle devient membre du Royal College of Art (ARCA). Plus tard, elle se déplacera à Montréal pour poursuivre sa carrière artistique, 6 Beaver Hall Square.
Certains de ses travaux sont exposés à la World Columbian Exposition à Chicago, Illinois en 1893 et au salon de la Société des artistes français à Paris en 1894. Laura Muntz Lyall continue à exposer lors de nombreuses expositions internationales, à la suite de son retour de Paris, et son travail lui vaut une médaille d'argent à la Pan-American Exposition en 1901. En 1904 elle obtient une médaille de bronze à la St Louis World Far Exposition,. Elle expose 27 peintures à l'Académie Royale canadienne des Arts entre 1893 et 1929. Son travail est souvent comparé avec celui de sa contemporaine Florence Carlyle. Ses œuvres sont visibles au Musée des beaux-arts du Canada et au Musée des beaux-arts de l'Ontario.
Elle est élue membre de l'Académie Royale des Arts du Canada en 1895. Elle est la huitième femme à recevoir cet honneur. Laura Muntz Lyall est membre de l'Ontario Society of Artists (en) dès 1891, elle est la première femme nommée à son Conseil exécutif, en 1899, et elle y reste jusqu'en 1903.
À la suite de la mort de sa sœur, en 1915, elle retourne à Toronto, épouse son beau-frère Charles W. B. Lyall et s'occupe de leur 11 enfants. Elle met ensuite en place un atelier dans le grenier de leur maison, et commence à signer ses œuvres de son nom de femme mariée. Elle continue à peindre jusqu'à sa mort en 1930.
Laura Muntz Lyall est inhumée au Cimetière Mount Pleasant, à Toronto.

## Peintures

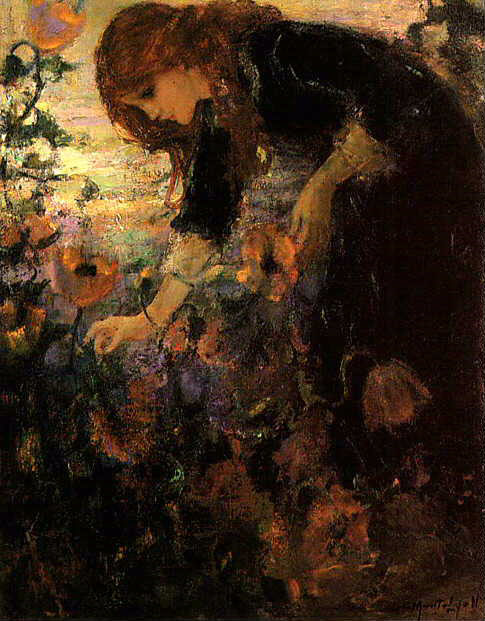
Oriental Poppies
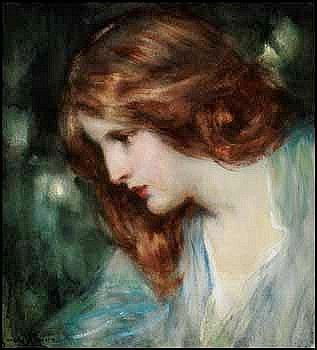
Portrait of a young woman
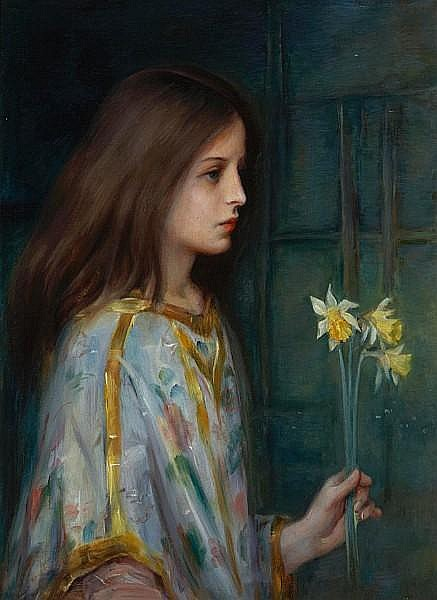
Young girl holding daffodils
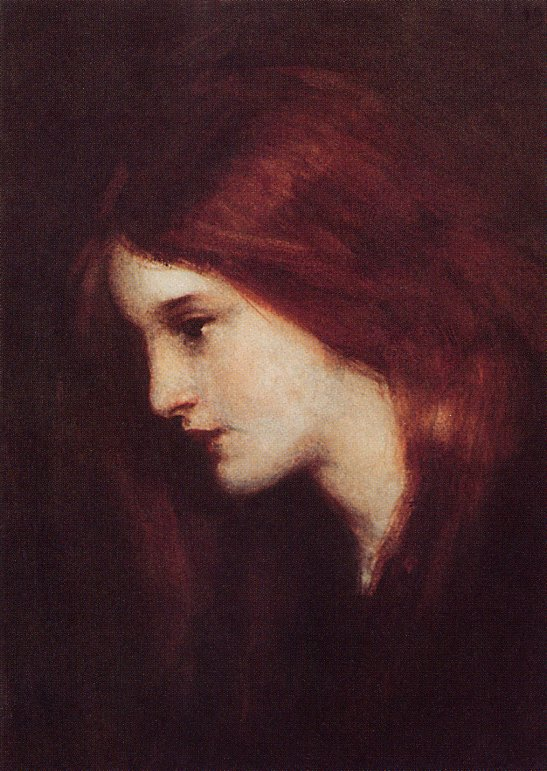
The little red hair
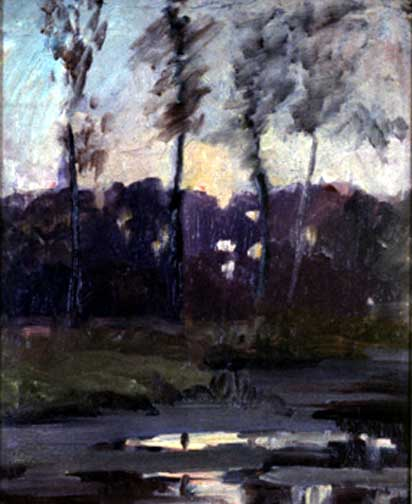
Trees by the river (1900)